# Praia Norte
Praia Norte är en kommun i Brasilien.   Den ligger i delstaten Tocantins, i den centrala delen av landet, 1 100 km norr om huvudstaden Brasília. Antalet invånare är 7 661.
Omgivningarna runt Praia Norte är huvudsakligen savann. Runt Praia Norte är det ganska glesbefolkat, med 30 invånare per kvadratkilometer.